# Bullou
Bullou település Franciaországban, Eure-et-Loir megyében. Lakosainak száma 238 fő (2015). Bullou Saint-Avit-les-Guespières, Vieuvicq és Yèvres községekkel határos.

## Népesség
A település népességének változása:
| Lakosok száma | 219  | 193  | 173  | 204  | 205  | 213  | 233  | 242  | 238  |
|               | 1968 | 1975 | 1982 | 1990 | 1999 | 2006 | 2011 | 2013 | 2015 |